# Little Big Soldier
Little Big Soldier è un film del 2010 diretto da Sheng Ding.

## Trama
Cina. Durante il periodo dei regni combattenti (III secolo a.C.) un vecchio e codardo soldato semplice dell'esercito del regno di Liang riesce ad evitare ogni battaglia con una sua semplice invenzione: una freccia finta che, tirando una cordicella, si alza dalla corazza e dà l'impressione che sia stato trafitto. Ogni volta si getta a terra e si finge morto fino alla fine dello scontro, ma questa volta, quando si alza, si rende conto di essere l'ultimo soldato rimasto vivo. Girovagando trova un altro ferito: è un generale nemico del regno di Wei. Il soldato lo cattura con l'intento di consegnarlo in cambio di una ricompensa: un po' di terra da coltivare e l'esonero dal servizio militare.
Il viaggio di ritorno è però disseminato di ogni tipo di ostacolo e di imprevisto: il prigioniero si rifiuta di considerarsi tale, e cerca continuamente di fuggire. Il soldato non vuole ucciderlo, un po' per buon cuore, ma anche perché teme che consegnando un uomo morto sarà accusato di sciacallaggio. Sulle montagne circostanti la battaglia circolano gruppi di banditi, tribù guerriere isolate e violente, soldataglia. .
Alla fine, arrivato ormai quasi davanti all'ingresso del suo regno, il soldato, ormai diventato amico del giovane generale, libera quest'ultimo in cambio della promessa di pace fra i due regni. Ma l'epilogo è tragico. Il soldato, arrivato finalmente a casa, si rende conto che il suo regno non esiste più. L'esercito è stato distrutto e per le strade sfilano gli uomini del nemico conquistatore. Un gruppo di soldati nemici, avvistatolo, gli punta addosso gli archi, intimandogli la resa e di gettare a terra la bandiera di Liang, che il soldato stringe nelle mani (e che ha conservato per tutto il viaggio di ritorno). Ma dopo una vita di vigliaccheria decide per una volta di essere coraggioso e di non prostrarsi di fronte agli invasori. Così viene trafitto a morte dalle frecce nemiche, ma nelle mani regge ancora ben salda la bandiera del suo regno.